# 로베르 드 쿠르트네

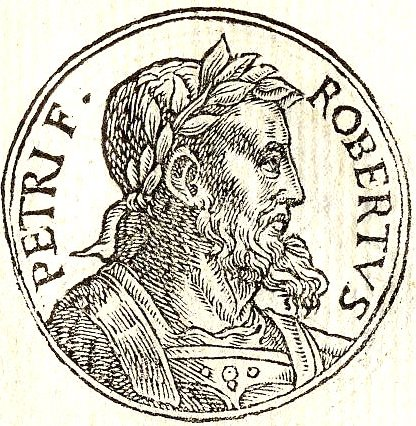
로베르

로베르(Robert, ? ~ 1228년)는 콘스탄티노폴리스의 라틴 제국을 다스린 황제(재위: 1219년 ~ 1228년)이다. 피에르와 플랑드르의 욜란다의 둘째 아들로 어머니인 욜란다가 죽자 라틴제국의 황제가 되었다.
아버지 피에르가 프랑스에서 콘스탄티노폴리스로 오는 도중 죽고 어머니가 라틴 제국의 섭정을 맡아 보았는데 큰 형 필리프는 한사코 콘스탄티노폴리스로 와서 황제가 되길 거부했다. 그 덕에 로베르는 어머니가 죽자 라틴 제국의 황제가 될 수 있었다. 라틴제국은 강력한 열강들의 사이에서 점차 힘을 잃어가고 있었는데 로베르는 무능하고 허약하여 상황을 더욱 악화시켰다.
강력한 라이벌인 니케아 제국은 1222년 요한네스 바타체스가 황제로 등장하였는데 이에 반발한 전임 황제의 두 동생이 라틴 제국의 로베르에게 도움을 요청했다 로베르는 군대를 이끌고 니케아로 진격했으나 포이마네논에서 참패하고 말았다. 불과 몇달 뒤에는 테살로니키가 점령당했고 그 이후 이 무능한 황제는 쾌락만을 쫓았고 여자를 농락하고 수도원과 성당의 보물을 탐하였다. 참다 못한 귀족들이 반발하자 그는 로마로 도망쳐서 교황 그레고리오 9세에게 도움을 요청했는데 교황도 그를 무시했다.
로베르는 결국 콘스탄티노폴리스로 돌아오는 길에 1228년 모레아에서 죽었다. 제위는 동생 보두앵에게 돌아갔으나 아직 어려서 예루살렘 왕 출신인 브리엔의 장이 섭정을 맡았다.
| 전임 욜란다 | 제5대 라틴제국의 황제 1219년 - 1228년 | 후임 보두앵 2세 (브리엔의 장이 섭정) |